# Premi e riconoscimenti di Hayao Miyazaki

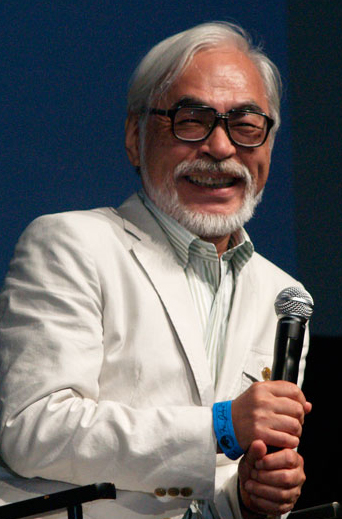
Hayao Miyazaki al San Diego Comic-Con del 2009

Nel corso della sua carriera, il regista Hayao Miyazaki ha ricevuto un totale di 120 riconoscimenti e 177 candidature. I suoi primi lungometraggi, Lupin III - Il castello di Cagliostro e Nausicaä della Valle del vento, gli hanno fatto guadagnare due Ōfuji Noburō Award ai Mainichi Film Concours del 1979 e 1984, rispettivamente. Il suo film Laputa - Castello nel cielo ha vinto il premio di Miglior Titolo ai Anime Grand Prix del 1986, mentre Il mio vicino Totoro ha vinto come Miglior Fotografia ai Japan Academy Awards del 1989. Ha ricevuto numerosi premi per il suo lavoro con Kiki - Consegne a domicilio, incluso il Premio Speciale alla 13ª edizione dei Japan Academy Awards nel 1990. Porco Rosso inoltre ha vinto come Miglior Film d'Animazione ai Mainichi Film Awards del 1993.
Il suo film Princess Mononoke è stato il primo film d'animazione a vincere ai Japan Academy Awards come Miglior Film; la sua distribuzione in Occidente ha aumentato enormemente la popolarità e l'influenza dello Studio Ghibli al di fuori del Giappone, e nel 2003 il film La città incantata ha vinto l'Oscar al miglior film d'animazione alla 75ª edizione dei Premi Oscar. Altri due suoi film, Il castello errante di Howl nel 2004 e Ponyo sulla scogliera nel 2009, hanno ricevuto numerosi premi, inclusi quello di Film d'Animazione dell'Anno ai Tokyo Anime Awards, ed entrambi sono stati candidati per gli Annie Awards per la categoria "Miglior regia in un film di animazione". Anche il film Si alza il vento del 2013 è stato fortemente acclamato e premiato; ha vinto come Film d'Animazione dell'Anno ai Japan Academy Prize, ed è stato candidato per i Golden Globe per il miglior film straniero alla 71ª edizione dei Golden Globe nel 2014. Il castello errante di Howl e Si alza il vento sono stati candidati come "Miglior film d'animazione" alla 78ª e 86ª edizione dei Premi Oscar. Miyazaki ha ricevuto nel novembre 2014 l'Oscar onorario alla carriera, per il suo impatto nel cinema e nel mondo dell'animazione.

## Film

### Lupin III - Il castello di Cagliostro
Lupin III - Il castello di Cagliostro è stato pubblicato in Giappone il 16 dicembre 1979.
| Premio              | Anno | Categoria                   | Risultato       | Note  |
| ------------------- | ---- | --------------------------- | --------------- | ----- |
| Mainichi Film Award | 1979 | Ōfuji Noburō Award          | Vincitore/trice | [ 3 ] |
| Saturn Awards       | 1981 | Miglior film internazionale | Candidato/a     | [ 4 ] |

### Nausicaä della Valle del vento
Nausicaä della Valle del vento è stato pubblicato l'11 marzo 1984. Ha incassato ¥1.48 miliardi al botteghino, e ha guadagnato altri 742 000 000 ¥ col resto della distribuzione.
| Premio                  | Anno | Categoria                            | Risultato       | Note  |
| ----------------------- | ---- | ------------------------------------ | --------------- | ----- |
| Anime Grand Prix        | 1984 | Miglior Titolo                       | Vincitore/trice | [ 6 ] |
| Kinema Junpo Awards     | 1984 | Readers' Choice Award – Miglior Film | Vincitore/trice | [ 6 ] |
| Kinema Junpo Awards     | 1984 | Japanese Movie Director Prize        | Vincitore/trice | [ 6 ] |
| Japanese Anime Festival | 1984 | Grand Prix of Animation              | Vincitore/trice | [ 6 ] |
| Mainichi Film Award     | 1984 | Ōfuji Noburō Award                   | Vincitore/trice | [ 6 ] |
| Zenkoku Eiren           | 1984 | Miglior film giapponese              | Vincitore/trice | [ 6 ] |

### Laputa - Castello nel cielo
Laputa - Castello nel cielo è stato pubblicato il 2 agosto 1986. È stato il film d'animazione col maggior incasso dell'anno in Giappone.
| Premio              | Anno | Categoria                            | Risultato       | Note  |
| ------------------- | ---- | ------------------------------------ | --------------- | ----- |
| Anime Grand Prix    | 1986 | Miglior Titolo                       | Vincitore/trice | [ 6 ] |
| Eiga Geijyutsu      | 1986 | Miglior Film                         | Vincitore/trice | [ 6 ] |
| Kinema Junpo Awards | 1986 | Readers' Choice Award – Miglior Film | Secondo posto   | [ 6 ] |
| Mainichi Film Award | 1986 | Ōfuji Noburō Award                   | Vincitore/trice | [ 6 ] |

### Il mio vicino Totoro
Il mio vicino Totoro è stato pubblicato il 16 aprile 1988. Nonostante non abbia avuto successo al botteghino, ha ricevuto acclamazioni da parte della critica.
| Premio               | Anno | Categoria                                  | Risultato       | Note   |
| -------------------- | ---- | ------------------------------------------ | --------------- | ------ |
| Japan Academy Awards | 1989 | Miglior Fotografia                         | Vincitore/trice | [ 6 ]  |
| Kinema Junpo Awards  | 1989 | Miglior film dell'anno                     | Vincitore/trice | [ 10 ] |
| Kinema Junpo Awards  | 1989 | Readers' Choice Award – Best Japanese Film | Vincitore/trice | [ 10 ] |
| Mainichi Film Award  | 1989 | Miglior Film                               | Vincitore/trice | [ 11 ] |
| Mainichi Film Award  | 1989 | Ōfuji Noburō Award                         | Vincitore/trice | [ 3 ]  |
| Blue Ribbon Awards   | 1989 | Special Award                              | Vincitore/trice | [ 11 ] |

### Kiki - Consegne a domicilio
Kiki - Consegne a domicilio è uscito nelle sale il 29 luglio 1989. Ha incassato ¥2.15 miliardi al botteghino, ed è stato il film di maggior successo commerciale in Giappone nel 1989.
| Premio                              | Anno | Categoria                                                 | Risultato       | Note   |
| ----------------------------------- | ---- | --------------------------------------------------------- | --------------- | ------ |
| Anime Grand Prix                    | 1990 | Miglior Titolo                                            | Vincitore/trice | [ 14 ] |
| The Erandole Award                  | 1990 | Special Award                                             | Vincitore/trice | [ 14 ] |
| Golden Gross Awards                 | 1990 | Miglior film giapponese                                   | Vincitore/trice | [ 14 ] |
| Japan Academy Awards                | 1990 | Premio Speciale                                           | Vincitore/trice | [ 14 ] |
| Japanese Agency of Cultural Affairs | 1990 | Miglior Film                                              | Vincitore/trice | [ 14 ] |
| Japan Cinema Association Award      | 1990 | Miglior Film                                              | Vincitore/trice | [ 14 ] |
| Japan Cinema Association Award      | 1990 | Miglior Regista                                           | Vincitore/trice | [ 14 ] |
| Kinema Junpo Awards                 | 1990 | Readers' Choice Award – Miglior film giapponese dell'anno | Vincitore/trice | [ 14 ] |
| Mainichi Film Award                 | 1990 | Miglior film d'animazione                                 | Vincitore/trice | [ 14 ] |
| The Movie's Day                     | 1990 | Special Achievement Award                                 | Vincitore/trice | [ 14 ] |
| Tokyo Metropolitan Cultural Honor   | 1990 | Miglior Film                                              | Vincitore/trice | [ 14 ] |

### Porco Rosso
Porco Rosso è stato pubblicato il 18 luglio 1992. Il film fu un successo di critica e botteghino, rimanendo al primo posto come film di maggior incasso in Giappone per molti anni.
| Premio                                                  | Anno | Categoria                 | Risultato       | Note   |
| ------------------------------------------------------- | ---- | ------------------------- | --------------- | ------ |
| Festival internazionale del film d'animazione di Annecy | 1993 | Miglior Film              | Vincitore/trice | [ 16 ] |
| Mainichi Film Award                                     | 1993 | Miglior film d'animazione | Vincitore/trice | [ 17 ] |

### Princess Mononoke
Princess Mononoke è stato pubblicato il 12 luglio 1997. È stato un successo commerciale e di critica, incassando solo in Giappone un totale di 14 miliardi di yen, e diventando il film di maggior incasso nel Giappone per diversi mesi. Al suo arrivo in Occidente, tuttavia, non ebbe successo al botteghino, incassando circa 3 milioni di dollari.
| Premio                                  | Anno | Categoria                                        | Risultato       | Note   |
| --------------------------------------- | ---- | ------------------------------------------------ | --------------- | ------ |
| Agency for Cultural Affairs             | 1997 | Excellent Movie Award                            | Vincitore/trice | [ 14 ] |
| Asahi Best Ten Film Festival            | 1997 | Miglior film giapponese                          | Vincitore/trice | [ 14 ] |
| Asahi Best Ten Film Festival            | 1997 | Readers' Choice Award                            | Vincitore/trice | [ 14 ] |
| Asahi Digital Entertainment Award       | 1997 | Theater Division Award                           | Vincitore/trice | [ 14 ] |
| The Association of Movie Viewing Groups | 1997 | Miglior film giapponese                          | Vincitore/trice | [ 14 ] |
| The Elandore Awards                     | 1997 | Premio Speciale                                  | Vincitore/trice | [ 14 ] |
| Fumiko Yamaji Award                     | 1997 | Premio Culturale                                 | Vincitore/trice | [ 14 ] |
| Golden Gross Awards                     | 1997 | Grand Prize                                      | Vincitore/trice | [ 14 ] |
| Golden Gross Awards                     | 1997 | Special Achievement Award                        | Vincitore/trice | [ 14 ] |
| Hochi Film Award                        | 1997 | Premio Speciale                                  | Vincitore/trice | [ 14 ] |
| Japan Media Arts Festival               | 1997 | Grand Prize nell'Animazione                      | Vincitore/trice | [ 14 ] |
| Mainichi Art Award                      | 1997 | Movie Award                                      | Vincitore/trice | [ 14 ] |
| MMCA Special Award                      | 1997 | Multimedia Grand Prix 1997                       | Vincitore/trice | [ 14 ] |
| The Movie's Day                         | 1997 | Special Achievement Award                        | Vincitore/trice | [ 14 ] |
| Nihon Keizai Shimbun                    | 1997 | Premio d'Eccellenza                              | Vincitore/trice | [ 14 ] |
| Nihon Keizai Shimbun                    | 1997 | Nikkei Awards for Excellent Products and Service | Vincitore/trice | [ 14 ] |
| Nikkan Sports Film Awards               | 1997 | Miglior Regista                                  | Vincitore/trice | [ 14 ] |
| Nikkan Sports Film Awards               | 1997 | Yujiro Ishihara Award                            | Vincitore/trice | [ 14 ] |
| Osaka Film Festival                     | 1997 | Special Award                                    | Vincitore/trice | [ 14 ] |
| Takasaki Film Festival                  | 1997 | Miglior Regista                                  | Vincitore/trice | [ 14 ] |
| Tokyo Sports Movie Award                | 1997 | Miglior Regista                                  | Vincitore/trice | [ 14 ] |
| Blue Ribbon Awards                      | 1998 | Special Award                                    | Vincitore/trice | [ 14 ] |
| Japan Academy Awards                    | 1998 | Film dell'Anno                                   | Vincitore/trice | [ 21 ] |
| Kinema Junpo Awards                     | 1998 | Readers' Choice Award – Miglior Film             | Vincitore/trice | [ 14 ] |
| Kinema Junpo Awards                     | 1998 | Critics' Choice Award – Miglior Film             | Secondo posto   | [ 14 ] |
| Kinema Junpo Awards                     | 1998 | Readers' Choice Award – Miglior Regista          | Vincitore/trice | [ 14 ] |
| Mainichi Film Award                     | 1998 | Miglior film d'animazione                        | Vincitore/trice | [ 14 ] |
| Mainichi Film Award                     | 1998 | Miglior Film                                     | Vincitore/trice | [ 14 ] |
| Mainichi Film Award                     | 1998 | Readers' Choice Award – Miglior Film             | Vincitore/trice | [ 14 ] |
| Annie Award                             | 2000 | Miglior regia in un film d'animazione            | Candidato/a     | [ 22 ] |
| Nebula Award                            | 2001 | Miglior Sceneggiatura                            | Candidato/a     | [ 23 ] |

### La città incantata
La città incantata è stato pubblicato il 20 luglio 2001; ha ricevuto l'acclamazione da parte della critica, ed è considerato tra i migliori film degli anni 2000. Il film fu un successo commerciale, incassando ¥30,4 miliardi al botteghino. È il film di maggiore incasso di sempre nel Giappone.
| Premio                                        | Anno | Categoria                                        | Risultato       | Note   |
| --------------------------------------------- | ---- | ------------------------------------------------ | --------------- | ------ |
| Festival internazionale del cinema di Berlino | 2002 | Orso d'oro (Miglior Film)                        | Vincitore/trice | [ 14 ] |
| Blue Ribbon Awards                            | 2002 | Miglior Film                                     | Vincitore/trice | [ 27 ] |
| Nikkan Sports Film Awards                     | 2002 | Miglior Film                                     | Vincitore/trice | [ 28 ] |
| New York Film Critics Circle Awards           | 2002 | Miglior film d'animazione                        | Vincitore/trice | [ 29 ] |
| New York Film Critics Online                  | 2002 | Miglior film d'animazione                        | Vincitore/trice | [ 14 ] |
| Boston Society of Film Critics Awards         | 2002 | Menzione Speciale                                | Vincitore/trice | [ 14 ] |
| National Board of Review of Motion Pictures   | 2002 | Miglior film d'animazione                        | Vincitore/trice | [ 14 ] |
| Cinekid Festival                              | 2002 | Cinekid Film Award                               | Vincitore/trice | [ 14 ] |
| Durban International Film Festival            | 2002 | Miglior Film                                     | Vincitore/trice | [ 30 ] |
| European Film Awards                          | 2002 | Screen International Award                       | Candidato/a     | [ 31 ] |
| Kinema Junpo Awards                           | 2002 | Readers' Choice Award – Miglior Film             | Vincitore/trice | [ 32 ] |
| Los Angeles Film Critics Association          | 2002 | LAFCA Award                                      | Vincitore/trice | [ 14 ] |
| Mainichi Film Awards                          | 2002 | Miglior film d'animazione                        | Vincitore/trice | [ 33 ] |
| Mainichi Film Awards                          | 2002 | Miglior Regia                                    | Vincitore/trice | [ 33 ] |
| Mainichi Film Awards                          | 2002 | Miglior Film                                     | Vincitore/trice | [ 33 ] |
| Mainichi Film Awards                          | 2002 | Readers' Choice Award – Miglior Film             | Vincitore/trice | [ 33 ] |
| San Francisco International Film Festival     | 2002 | Audience Award – Miglior film narrativo          | Vincitore/trice | [ 14 ] |
| Sitges Film Festival                          | 2002 | Menzione Speciale                                | Vincitore/trice | [ 14 ] |
| Sitges Film Festival                          | 2002 | Miglior Film                                     | Candidato/a     | [ 14 ] |
| Tokyo Anime Award                             | 2002 | Grand Prix                                       | Vincitore/trice | [ 34 ] |
| Tokyo Anime Award                             | 2002 | Best Director                                    | Vincitore/trice | [ 34 ] |
| Japan Academy Awards                          | 2002 | Film dell'anno                                   | Vincitore/trice | [ 35 ] |
| Hong Kong Film Award                          | 2002 | Miglior film asiatico                            | Vincitore/trice | [ 14 ] |
| Academy Award                                 | 2003 | Miglior film d'animazione                        | Vincitore/trice | [ 36 ] |
| Critics' Choice Awards                        | 2003 | Miglior film d'animazione                        | Vincitore/trice | [ 14 ] |
| Online Film Critics Society Award             | 2003 | Miglior film d'animazione                        | Vincitore/trice | [ 14 ] |
| Online Film Critics Society Award             | 2003 | Miglior film straniero                           | Candidato/a     | [ 14 ] |
| British Independent Film Awards               | 2003 | Miglior film straniero indipendente              | Candidato/a     | [ 37 ] |
| Saturn Award                                  | 2003 | Miglior Sceneggiatura                            | Candidato/a     | [ 14 ] |
| Film Critics Circle of Australia              | 2003 | Miglior film straniero                           | Vincitore/trice | [ 38 ] |
| Chicago Film Critics Association              | 2003 | Miglior film straniero                           | Candidato/a     | [ 39 ] |
| Satellite Awards                              | 2003 | Miglior film d'animazione o in tecnica mista     | Vincitore/trice | [ 14 ] |
| Phoenix Film Critics Society Award            | 2003 | Miglior film d'animazione                        | Vincitore/trice | [ 14 ] |
| International Horror Guild Award              | 2003 | Miglior Film                                     | Candidato/a     | [ 40 ] |
| Florida Film Critics Circle                   | 2003 | Miglior film d'animazione                        | Vincitore/trice |        |
| Dallas-Fort Worth Film Critics Association    | 2003 | Miglior film d'animazione                        | Vincitore/trice | [ 14 ] |
| Imagine Film Festival                         | 2003 | Silver Scream Award                              | Vincitore/trice | [ 14 ] |
| Annie Award                                   | 2003 | Miglior film d'animazione                        | Vincitore/trice | [ 14 ] |
| Annie Award                                   | 2003 | Miglior regia in un film d'animazione            | Vincitore/trice | [ 14 ] |
| Annie Award                                   | 2003 | Miglior sceneggiatura in un film d'animazione    | Vincitore/trice | [ 14 ] |
| Cambridge Film Festival                       | 2003 | Audience Award – Miglior Film                    | Vincitore/trice | [ 41 ] |
| Cinema Writers Circle Awards                  | 2003 | Miglior film straniero                           | Vincitore/trice | [ 42 ] |
| César Award                                   | 2003 | Miglior film straniero                           | Candidato/a     | [ 43 ] |
| Premio Hugo                                   | 2003 | Miglior rappresentazione drammatica, forma lunga | Candidato/a     | [ 44 ] |
| Broadcast Film Critics Association            | 2003 | Miglior film d'animazione                        | Vincitore/trice | [ 45 ] |
| Argentine Film Critics Association            | 2004 | Condor d'argento per miglior film straniero      | Candidato/a     | [ 46 ] |
| British Academy Film Awards                   | 2004 | Miglior film non in lingua inglese               | Candidato/a     | [ 47 ] |
| London Critics Circle Film Awards             | 2004 | Film in lingua straniera dell'anno               | Candidato/a     | [ 48 ] |
| Premio Nebula                                 | 2004 | Miglior sceneggiatura                            | Candidato/a     | [ 49 ] |

### Il castello errante di Howl
Il castello errante di Howl è stato pubblicato il 20 novembre 2004, e ha ricevuto ampie lodi da parte della critica. In Giappone, il film ha incassato una somma record di $14,5 milioni nell'arco della prima settimana dall'uscita. Resta uno dei film di maggior incasso in Giappone, con un incasso globale di ¥19,3 miliardi.
| Premio                                      | Anno | Categoria                                        | Risultato       | Note   |
| ------------------------------------------- | ---- | ------------------------------------------------ | --------------- | ------ |
| Mavi Film Festival                          | 2004 | Audience Award                                   | Vincitore/trice | [ 52 ] |
| Sitges Film Festival                        | 2004 | Audience Award – Miglior Film                    | Vincitore/trice | [ 52 ] |
| Sitges Film Festival                        | 2004 | Best Film                                        | Candidato/a     | [ 52 ] |
| Mostra internazionale del cinema di Venezia | 2004 | Premio Osella per il migliore contributo tecnico | Vincitore/trice | [ 53 ] |
| Mostra internazionale del cinema di Venezia | 2004 | Leone d'oro al miglior film                      | Candidato/a     | [ 54 ] |
| Hollywood Film Awards                       | 2005 | Film d'animazione dell'anno                      | Vincitore/trice | [ 55 ] |
| Mainichi Film Awards                        | 2005 | Readers' Choice Award – Miglior Film             | Vincitore/trice | [ 52 ] |
| Tokyo Anime Award                           | 2005 | Film d'animazione dell'anno                      | Vincitore/trice | [ 52 ] |
| Tokyo Anime Award                           | 2005 | Best Director                                    | Vincitore/trice | [ 52 ] |
| Satellite Awards                            | 2005 | Miglior film d'animazione o a tecnica mista      | Candidato/a     | [ 56 ] |
| San Diego Film Critics Society Awards       | 2005 | Miglior film d'animazione                        | Vincitore/trice | [ 56 ] |
| Seattle International Film Festival         | 2005 | Golden Space Needle                              | Secondo posto   | [ 52 ] |
| New York Film Critics Circle Awards         | 2005 | Miglior film d'animazione                        | Vincitore/trice | [ 29 ] |
| Premio Oscar                                | 2006 | Miglior film d'animazione                        | Candidato/a     | [ 57 ] |
| Annie Award                                 | 2006 | Miglior regia in un film d'animazione            | Candidato/a     | [ 58 ] |
| Annie Award                                 | 2006 | Miglior sceneggiatura in un film d'animazione    | Candidato/a     | [ 58 ] |
| Critics' Choice Movie Awards                | 2006 | Miglior film d'animazione                        | Candidato/a     | [ 56 ] |
| Online Film Critics Society Awards          | 2006 | Miglior film d'animazione                        | Candidato/a     | [ 56 ] |
| Saturn Award                                | 2006 | Miglior film d'animazione                        | Candidato/a     | [ 59 ] |
| MTV Russia Movie Awards                     | 2006 | Miglior Cartone Animato                          | Candidato/a     | [ 60 ] |
| Hong Kong Film Awards                       | 2006 | Miglior film asiatico                            | Candidato/a     | [ 61 ] |
| Premio Nebula                               | 2007 | Miglior Sceneggiatura                            | Vincitore/trice | [ 62 ] |

### Ponyo sulla scogliera
Ponyo sulla scogliera è stato pubblicato il 19 luglio 2008. Il film fu un successo commerciale, guadagnando 10 miliardi di yen nel primo mese e ¥15,5 miliardi entro la fine del 2008, piazzandosi tra i film di maggior successo in Giappone.
| Premio                                        | Anno | Categoria                             | Risultato       | Note   |
| --------------------------------------------- | ---- | ------------------------------------- | --------------- | ------ |
| Mostra internazionale del cinema di Venezia   | 2008 | Future Film Festival Digital Award    | Special Mention | [ 65 ] |
| Mostra internazionale del cinema di Venezia   | 2008 | Premio Fondazione Mimmo Rotella       | Vincitore/trice | [ 65 ] |
| Mostra internazionale del cinema di Venezia   | 2008 | Leone d'oro al miglior film           | Candidato/a     | [ 65 ] |
| Asian Film Awards                             | 2009 | Miglior Regista                       | Candidato/a     | [ 66 ] |
| Chicago Film Critics Association Awards       | 2009 | Miglior film d'animazione             | Candidato/a     | [ 67 ] |
| Japan Academy Awards                          | 2009 | Miglior film d'animazione             | Vincitore/trice | [ 68 ] |
| Online Film Critics Society Awards            | 2010 | Miglior film d'animazione             | Candidato/a     | [ 69 ] |
| Washington D.C. Area Film Critics Association | 2009 | Miglior film d'animazione             | Candidato/a     | [ 70 ] |
| Tokyo Anime Award                             | 2009 | Best Domestic Feature                 | Vincitore/trice | [ 71 ] |
| Tokyo Anime Award                             | 2009 | Miglior regista                       | Vincitore/trice | [ 71 ] |
| Tokyo Anime Award                             | 2009 | Miglior storia originale              | Vincitore/trice | [ 71 ] |
| Tokyo Anime Award                             | 2009 | Animation of the Year                 | Vincitore/trice | [ 71 ] |
| Hong Kong Film Awards                         | 2010 | Miglior film asiatico                 | Candidato/a     | [ 72 ] |
| Annie Award                                   | 2010 | Miglior regia in un film d'animazione | Candidato/a     | [ 73 ] |

### Si alza il vento
Si alza il vento è uscito nelle sale il 20 luglio 2013, ricevendo l'acclamazione da parte della critica. È stato un successo commerciale, incassando ¥11,6 miliardi al botteghino giapponese, diventando il film di maggior incasso in Giappone del 2013.
| Premio                                        | Anno | Categoria                                     | Risultato       | Note   |
| --------------------------------------------- | ---- | --------------------------------------------- | --------------- | ------ |
| EDA Awards                                    | 2013 | Miglior film d'animazione                     | Vincitore/trice | [ 76 ] |
| Annie Award                                   | 2013 | Miglior film d'animazione                     | Candidato/a     | [ 77 ] |
| Annie Award                                   | 2013 | Miglior sceneggiatura in un film d'animazione | Vincitore/trice | [ 77 ] |
| Asia Pacific Screen Awards                    | 2013 | Miglior film d'animazione                     | Candidato/a     | [ 78 ] |
| Boston Online Film Critics Association        | 2013 | Miglior film d'animazione                     | Vincitore/trice | [ 80 ] |
| Boston Society of Film Critics                | 2013 | Miglior film d'animazione                     | Vincitore/trice | [ 81 ] |
| Chicago Film Critics Association              | 2013 | Miglior film straniero                        | Candidato/a     | [ 82 ] |
| Chicago Film Critics Association              | 2013 | Miglior film d'animazione                     | Vincitore/trice | [ 82 ] |
| Critics' Choice Movie Award                   | 2013 | Miglior film d'animazione                     | Candidato/a     | [ 82 ] |
| Dallas–Fort Worth Film Critics Association    | 2013 | Miglior film straniero                        | Candidato/a     | [ 83 ] |
| Golden Globe                                  | 2013 | Miglior film straniero                        | Candidato/a     | [ 84 ] |
| Japan Academy Awards                          | 2013 | Miglior film d'animazione                     | Vincitore/trice | [ 85 ] |
| Los Angeles Film Critics Association          | 2013 | Miglior film d'animazione                     | Secondo posto   | [ 86 ] |
| National Board of Review                      | 2013 | Miglior film d'animazione                     | Vincitore/trice | [ 87 ] |
| New York Film Critics Circle                  | 2013 | Miglior film d'animazione                     | Vincitore/trice | [ 29 ] |
| New York Film Critics Online                  | 2013 | Miglior film d'animazione                     | Vincitore/trice | [ 88 ] |
| Online Film Critics Society                   | 2013 | Miglior film d'animazione                     | Vincitore/trice | [ 89 ] |
| Online Film Critics Society                   | 2013 | Miglior Film                                  | Candidato/a     | [ 90 ] |
| Online Film Critics Society                   | 2013 | Miglior Regista                               | Candidato/a     | [ 90 ] |
| Online Film Critics Society                   | 2013 | Miglior film straniero                        | Candidato/a     | [ 90 ] |
| Online Film Critics Society                   | 2013 | Miglior sceneggiatura non originale           | Candidato/a     | [ 90 ] |
| Phoenix Film Critics Society                  | 2013 | Miglior film d'animazione                     | Candidato/a     | [ 91 ] |
| San Francisco Film Critics Circle             | 2013 | Miglior film d'animazione                     | Candidato/a     | [ 92 ] |
| Satellite Awards                              | 2013 | Miglior film d'animazione o in tecnica mista  | Vincitore/trice | [ 93 ] |
| St. Louis Film Critics Association            | 2013 | Miglior film d'animazione                     | Secondo posto   | [ 91 ] |
| Mostra internazionale del cinema di Venezia   | 2013 | Leone d'oro al miglior film                   | Candidato/a     | [ 94 ] |
| Washington D.C. Area Film Critics Association | 2013 | Miglior film d'animazione                     | Candidato/a     | [ 95 ] |
| Premio Oscar                                  | 2014 | Miglior film d'animazione                     | Candidato/a     | [ 96 ] |

## Altri lavori
| Premio                                      | Anno | Categoria                                     | Lavoro                      | Risultato       | Note    |
| ------------------------------------------- | ---- | --------------------------------------------- | --------------------------- | --------------- | ------- |
| Annie Award                                 | 1998 | Winsor McCay Award                            | N.D.                        | Vincitore/trice | [ 97 ]  |
| Mainichi Film Award                         | 2002 | Ōfuji Noburō Award                            | Kujiratori (cortometraggio) | Vincitore/trice | [ 3 ]   |
| Mostra internazionale del cinema di Venezia | 2005 | Leone d'oro alla carriera                     | N.D.                        | Vincitore/trice | [ 53 ]  |
| Person of Cultural Merit                    | 2012 | Person of Cultural Merit                      | N.D.                        | Vincitore/trice | [ 98 ]  |
| Annie Award                                 | 2013 | Miglior sceneggiatura in un film d'animazione | La collina dei papaveri     | Candidato/a     | [ 99 ]  |
| Governors Awards                            | 2014 | Premio Oscar alla carriera                    | N.D.                        | Vincitore/trice | [ 100 ] |
| Premio Donostia                             | 2023 | Premio Donostia alla carriera                 | N.D.                        | Vincitore/trice | [ 101 ] |